# Encarna Sánchez Cascales
Encarna Sánchez Cascales (Barcelona, 1926 - 30 de juny de 2011) fou una actriu de ràdio catalana. Va participar en programes de Ràdio Barcelona, com La familia Valdés o Lo que el viento se llevó. Com a actriu de radioteatre va protagonitzar amb Isidre Sola obres com La vida es sueño, Hamlet, Don Juan Tenorio, La venganza de Don Mendo i Mort d'un viatjant. El 1954 va guanyar un Premi Ondas a la millor actriu de Barcelona, i el 1967 va rebre el Premi Nacional d'actors o actrius de ràdio.